# فرانتس اوستن
فرانتس اوستن (آلمانی: Franz Osten; ۲۳ دسامبر ۱۸۷۶ – ۲ دسامبر ۱۹۵۶) کارگردان فیلم هندی‌زبان و  آلمانی‌زبان اهل آلمان بود.
وی کارگردان فیلم‌هایی همچون دختر ناپاک‌زاده و عزت و شیراز یک عاشقانه هندی بوده‌است.